# Poison
Poison este un formatie de muzică rock/metal americană, înființată în 1983, în Pennsylvania de solistul și chitaristul ritmic Bret Michaels.